# 米尔地区赖恩巴赫
米尔地区赖恩巴赫是奥地利上奥地利州弗赖施塔特县的一个市镇。总面积49.1平方公里，总人口2901人，人口密度59.1人/平方公里（2005年）。